# 高田公園プール
高田公園プール（たかだこうえんプール）は、かつて新潟県上越市の高田公園（現：高田城址公園）の敷地内にあった市営の野外プール。

## 所在地
- 住所：新潟県上越市本城町

## 設備
- 一般用プール - 25m×15m、水深1.2m～1.3m
- 幼児用プール